# Джавадов, Физули Джавадович
Физули Джава́д оглы́ Джава́дов (азерб. Füzuli Cavad oğlu Cavadov; 20 декабря 1950, Баку, Азербайджанская ССР, СССР — 11 апреля 2021, там же, Азербайджан) — советский и азербайджанский футболист.

## Биография
Родился 20 декабря 1950 года в Баку. Начинал в команде «Лениннефть» (Баку). Большую часть своей карьеры выступал за бакинский клуб «Нефтчи». Также выступал за такие команды, как  «Труд», «Калитва» и «Орбита» (все — Белая Калитва), СКА (Ростов-на-Дону), «Араз» (Нахичевань) и «Даугава» (Рига). Игровое амплуа — полузащитник и нападающий.
Скончался 11 апреля 2021 года в Баку от последствий заражения коронавирусной инфекцией.

## Семья
У Джавадова два брата. Искендер — бывший футболист, живёт в Баку. Ариф занимается бизнесом в Баку.
Сын Вагиф Джавадов — футболист сборной Азербайджана.